# Torneo Apertura 2023 Primera División (Guatemala)
El Torneo Apertura 2023 de la Primera División de Guatemala fue la edición número 43 de la máxima categoría de ascenso en Guatemala desde el cambio de formato en la temporada 2002−03. El torneo dio inicio a la temporada 2023−24 de la categoría. El campeón del torneo fue Juventud Pinulteca.

## Sistema de competición
El torneo de Primera División DoradoBet 2022−23 se divide en dos partes:
- Fase de clasificación: 18 fechas de 10 partidos cada una, para un total de 180 partidos.
- Fase final: 11 series de eliminación directa en partidos de ida y vuelta, para un total de 22 partidos.

### Fase de clasificación
En la fase de clasificación se utilizará el sistema de puntos. La ubicación en la tabla general está sujeta a lo siguiente:
- Por juego ganado se obtendrán tres puntos.
- Por juego empatado se obtendrá un punto.
- Por juego perdido no se otorgan puntos.

En esta fase participan los 20 clubes de la liga, divididos en 2 grupos de 10 equipos según proximidad geográfica, jugando cada equipo 2 veces contra sus 9 rivales de grupo, para un total de 18 fechas.
El orden de los clubes al final de la fase de calificación del torneo corresponderá a la suma de los puntos obtenidos por cada uno de ellos y se presentará en forma descendente en ambos grupos. Si al finalizar las 18 jornadas del torneo, dos o más clubes estuviesen empatados en puntos, su posición en la tabla de grupo estará determinada atendiendo a los siguientes criterios de desempate:
1. Mejor diferencia entre los goles anotados y recibidos y goles.
2. Mayor número de goles anotados.
3. Marcadores particulares entre los clubes empatados.
4. Mayor número de goles anotados como visitante.
5. Mejor ubicado en la tabla general de cociente
6. Tabla Fair Play
7. Sorteo.

Para determinar los lugares que ocuparán los clubes que participen en la fase final del torneo se tomará como base cada una de las tablas de grupo.
Así pues, los equipos clasificados a la fase final por el título serán:
- Los equipos 1° y 2° en cada grupo. Clasificando directamente a cuartos de final.
- Los equipos 3°, 4°, 5° y 6° de cada grupo. Clasifican a la ronda de acceso a cuartos de final.

### Fase final
Consta de 4 rondas a eliminación directa:
- Acceso a cuartos de final
- Cuartos de final
- Semifinales
- Final

Todas las rondas se juegan a visita recíproca, siendo el equipo mejor posicionado en la tabla general quien reciba el partido de vuelta en casa.
Si tras finalizar los dos partidos ambos equipos se encuentran empatados en el marcador global, se jugarán 2 tiempos extras de 15 minutos cada uno; de persistir el empate, el clasificado se define a través de tiros desde el punto penal.

#### Acceso a cuartos de final
Participan en esta fase los equipos del 3.° al 6.° puesto de cada grupo, enfrentándose de manera cruzada entre grupos:
- 3°. del Grupo A vs 6.° del Grupo B
- 4.° del Grupo A vs 5.° del Grupo B
- 3.° del Grupo B vs 6.° del Grupo A
- 4.° del Grupo B vs 5.° del Grupo A

Los ganadores de las series según los criterios establecidos clasificarán a los cuartos de final.

#### Cuartos de final
Los dos primeros lugares de cada grupo se encuentran clasificados automáticamente a esta fase, siendo ordenados en una tabla específica según su desempeño en la fase de clasificación. De la misma manera, los cuatro equipos clasificados de la fase anterior se ordenan según su desempeño en fase de clasificación.
De este modo, los enfrentamientos se ordenan de modo que:
- 1.° vs 8.°
- 2.° vs 7.°
- 3.° vs 6.°
- 4.° vs 5.°

Los ganadores de las series según los criterios establecidos clasificarán a las semifinales.

#### Semifinales
Los cuatro equipos clasificados desde la ronda anterior se ordenan según su desempeño en la fase de clasificación. De modo que:
- 1.° vs 4.°
- 2.° vs 3.°

Los ganadores de las series según los criterios establecidos clasificarán a la serie final y a las series de ascenso.

#### Final
Los dos equipos clasificados de la ronda anterior se enfrentarán en la ronda final. El equipo con mejor desempeño durante la fase de clasificación recibirá el partido de vuelta en su estadio.
El ganador de la serie según los criterios establecidos será nombrado campeón de la categoría.

## Equipos participantes[2]

### Ascensos y descensos
| Pos. | Descendidos desde la Liga Nacional 2022−23 |
| ---- | ------------------------------------------ |
| 11.º | Iztapa                                     |
| 12.° | Santa Lucía Cotzumalguapa                  |

| Pos. | Ascendidos a la Liga Nacional 2023−24 |
| ---- | ------------------------------------- |
| C&F  | Coatepeque                            |
| C&F  | Zacapa                                |

| Pos.  | Ascendidos desde la Segunda División 2022−23 |
| ----- | -------------------------------------------- |
| Prom. | Democracia                                   |
| Prom. | Cuilapa                                      |
| Prom. | Fraijanes                                    |
| Prom. | Juventud Copalera                            |

| Pos.   | Descendidos a la Segunda División 2023−24 |
| ------ | ----------------------------------------- |
| Des.   | San Juan                                  |
| Perm.  | Sanarate                                  |
| 10°. B | Chimaltenango                             |
| 10.º A | Puerto San José                           |

### Grupo A
| Equipo                    | Ciudad                    | Estadio                            | Capacidad | Fundación      | Televisora   |
| ------------------------- | ------------------------- | ---------------------------------- | --------- | -------------- | ------------ |
| Democracia FC             | La Democracia             | Municipal La Democracia            | n/d       | n/d            |              |
| Iztapa                    | Iztapa                    | Estadio Municipal El Morón         | 3 500     | 2001 (24 años) | Tigo Sports  |
| Juventud Copalera         | San Ildefonso Ixtahuacán  | José Antonio Castillo y Castillo   | n/d       | n/d            |              |
| Marquense                 | San Marcos                | Marquesa de la Ensenada            | 10 000    | 1952 (72 años) | Claro Sports |
| Nueva Concepción          | Nueva Concepción          | José Luis Ibarra                   | 2 000     | 1994 (30 años) | Claro Sports |
| Quiché FC                 | Santa Cruz del Quiché     | Municipal de Santa Cruz del Quiché | 4 000     | 1956 (68 años) |              |
| San Pedro                 | San Pedro Sacatepéquez    | Estadio Municipal de San Pedro     | 4 000     | 1994 (31 años) | Tigo Sports  |
| Santa Lucía Cotzumalguapa | Santa Lucía Cotzumalguapa | Estadio Municipal Cotzumalguapa    | 9 000     | 2014 (10 años) | Claro Sports |
| Sololá                    | Sololá                    | Xambá                              | 2 000     | 2012 (13 años) | Tigo Sports  |
| Suchitepéquez             | Mazatenango               | Carlos Salazar Hijo                | 10 000    | 1960 (64 años) | Tigo Sports  |

### Grupo B
| Equipo             | Ciudad              | Estadio                                      | Capacidad | Fundación      | Televisora            |
| ------------------ | ------------------- | -------------------------------------------- | --------- | -------------- | --------------------- |
| Aurora             | Ciudad de Guatemala | Julio Armando Cóbar                          | 7 000     | 1945 (80 años) | Tigo Sports           |
| Barberena          | Barberena           | Complejo Polideportivo Rubelio Recinos Corea | 5 000     | n/d            |                       |
| Cuilapa            | Cuilapa             | Municipal Francisco Salazar                  | 900       | 2019 (5 años)  |                       |
| Fraijanes          | Fraijanes           | Estadio Julio Martínez                       | 1 000     | n/d            |                       |
| Heredia            | Livingston          | Estadio del Monte                            | 6 000     | 2020 (4 años)  |                       |
| Juventud Pinulteca | San José Pinula     | Estadio San Miguel                           | 1 000     | 2011 (13 años) |                       |
| Mictlán            | Asunción Mita       | La Asunción                                  | 5 000     | 1960 (64 años) | Tigo Sports           |
| Sacachispas        | Chiquimula          | Las Victorias                                | 9 500     | 1948 (76 años) | Tigo Sports           |
| San Benito         | San Benito          | Julián Tesucún                               | 5 000     | 1993 (31 años) |                       |
| CF Universidad     | Ciudad de Guatemala | Manuel Felipe Carrera                        | 8 000     | 2022 (2 años)  | Canal 11 (Albavisión) |

## Fase de clasificación

### Grupo A

#### Tabla
| Pos. | Equipo                    | Pts. | PJ | G  | E  | P  | GF | GC | Dif. | Clasificación             |
| ---- | ------------------------- | ---- | -- | -- | -- | -- | -- | -- | ---- | ------------------------- |
| 1    | Iztapa                    | 35   | 18 | 10 | 5  | 3  | 46 | 16 | +30  | Cuartos de final          |
| 2    | Marquense                 | 30   | 18 | 8  | 6  | 4  | 27 | 18 | +9   | Cuartos de final          |
| 3    | Democracia FC             | 29   | 18 | 8  | 5  | 5  | 31 | 30 | +1   | Acceso a Cuartos de Final |
| 4    | Suchitepequez             | 28   | 18 | 8  | 4  | 6  | 30 | 31 | −1   | Acceso a Cuartos de Final |
| 5    | Quiché FC                 | 25   | 18 | 6  | 7  | 5  | 19 | 13 | +6   | Acceso a Cuartos de Final |
| 6    | Juventud Copalera         | 25   | 18 | 6  | 7  | 5  | 28 | 31 | −3   | Acceso a Cuartos de Final |
| 7    | San Pedro                 | 22   | 18 | 5  | 7  | 6  | 23 | 26 | −3   |                           |
| 8    | Santa Lucía Cotzumalguapa | 21   | 18 | 5  | 6  | 7  | 25 | 27 | −2   |                           |
| 9    | Nueva Concepción          | 13   | 18 | 1  | 10 | 7  | 23 | 35 | −12  |                           |
| 10   | Sololá                    | 11   | 18 | 2  | 5  | 11 | 12 | 37 | −25  |                           |

Actualizado a los partidos jugados el 8 de noviembre de 2023.
 Fuente: Guatefutbol
Criterios de clasificación: Puntos · Diferencia de goles · Goles a favor · Enfrentamiento directo

#### Resultados
| Local \ Visitante         | DEM | IZT | JCO | MAR | NCO | QCH | SNP | SLC | SOL | SUC |
| ------------------------- | --- | --- | --- | --- | --- | --- | --- | --- | --- | --- |
| Democracia FC             | —   | 1–5 | 3–1 | 1–1 | 0–0 | 2–0 | 2–1 | 2–0 | 3–1 | 1–1 |
| Iztapa                    | 1–3 | —   | 7–0 | 3–0 | 1–0 | 0–0 | 4–0 | 5–0 | 5–0 | 3–1 |
| Juventud Copalera         | 1–1 | 4–3 | —   | 1–1 | 2–2 | 1–0 | 2–1 | 3–2 | 3–0 | 6–2 |
| Marquense                 | 4–1 | 0–1 | 2–1 | —   | 2–0 | 1–1 | 1–0 | 1–1 | 1–0 | 2–1 |
| Nueva Concepción          | 5–2 | 2–2 | 1–1 | 1–1 | —   | 0–0 | 1–1 | 2–2 | 1–1 | 0–1 |
| Quiché FC                 | 0–3 | 2–1 | 0–0 | 2–1 | 3–0 | —   | 3–0 | 0–0 | 2–0 | 4–0 |
| San Pedro                 | 2–1 | 1–1 | 1–1 | 2–2 | 5–1 | 1–0 | —   | 3–1 | 0–0 | 2–1 |
| Santa Lucía Cotzumalguapa | 4–1 | 0–0 | 2–0 | 0–2 | 4–3 | 0–0 | 2–2 | —   | 2–0 | 4–0 |
| Sololá                    | 2–3 | 1–3 | 1–1 | 0–4 | 1–1 | 1–0 | 1–1 | 2–0 | —   | 1–3 |
| Suchitepequez             | 1–1 | 1–1 | 1–0 | 2–1 | 6–3 | 2–2 | 2–0 | 1–0 | 4–0 | —   |

### Grupo B

#### Tabla
| Pos. | Equipo             | Pts. | PJ | G  | E | P  | GF | GC | Dif. | Clasificación             |
| ---- | ------------------ | ---- | -- | -- | - | -- | -- | -- | ---- | ------------------------- |
| 1    | CF Universidad     | 35   | 18 | 10 | 5 | 3  | 30 | 18 | +12  | Cuartos de final          |
| 2    | Juventud Pinulteca | 34   | 18 | 11 | 1 | 6  | 38 | 25 | +13  | Cuartos de final          |
| 3    | San Benito         | 34   | 18 | 9  | 7 | 2  | 24 | 15 | +9   | Acceso a Cuartos de Final |
| 4    | Barberena          | 28   | 18 | 7  | 7 | 4  | 31 | 23 | +8   | Acceso a Cuartos de Final |
| 5    | Aurora             | 28   | 18 | 8  | 4 | 6  | 19 | 17 | +2   | Acceso a Cuartos de Final |
| 6    | Sacachispas        | 24   | 18 | 5  | 9 | 4  | 13 | 18 | −5   | Acceso a Cuartos de Final |
| 7    | Fraijanes          | 18   | 18 | 5  | 3 | 10 | 26 | 32 | −6   |                           |
| 8    | Mictlán            | 17   | 18 | 5  | 2 | 11 | 12 | 29 | −17  |                           |
| 9    | Cuilapa            | 16   | 18 | 5  | 1 | 12 | 21 | 31 | −10  |                           |
| 10   | Heredia            | 14   | 18 | 3  | 5 | 10 | 23 | 29 | −6   |                           |

Actualizado a los partidos jugados el 8 de noviembre de 2023.
 Fuente: Guatefutbol
Criterios de clasificación: Puntos · Diferencia de goles · Goles a favor · Enfrentamiento directo

#### Resultados
| Local \ Visitante  | AUR | BRB | CUI | FRJ | HER | JPI | MIC | SAC | SBE | USC |
| ------------------ | --- | --- | --- | --- | --- | --- | --- | --- | --- | --- |
| Aurora             | —   | 0–0 | 2–0 | 1–0 | 3–1 | 1–2 | 2–1 | 1–0 | 1–1 | 2–3 |
| Barberena          | 3–0 | —   | 5–2 | 3–0 | 3–0 | 2–3 | 2–0 | 1–1 | 2–2 | 1–1 |
| Cuilapa            | 0–1 | 1–1 | —   | 1–0 | 5–3 | 2–1 | 0–1 | 3–0 | 1–2 | 2–0 |
| Fraijanes          | 1–2 | 3–3 | 5–2 | —   | 3–1 | 3–2 | 3–2 | 0–1 | 0–1 | 2–2 |
| Heredia            | 1–1 | 0–0 | 2–1 | 1–1 | —   | 4–1 | 5–0 | 0–0 | 1–1 | 0–1 |
| Juventud Pinulteca | 1–0 | 4–0 | 2–1 | 1–2 | 1–0 | —   | 3–0 | 5–0 | 4–2 | 2–1 |
| Mictlán            | 0–1 | 1–2 | 1–0 | 2–0 | 1–0 | 0–2 | —   | 1–1 | 1–0 | 0–1 |
| Sacachispas        | 1–1 | 1–0 | 1–0 | 2–1 | 2–0 | 0–0 | 1–1 | —   | 0–0 | 1–1 |
| San Benito         | 1–0 | 1–0 | 2–0 | 2–1 | 4–3 | 3–1 | 2–0 | 0–0 | —   | 0–0 |
| CF Universidad     | 1–0 | 2–3 | 2–0 | 3–1 | 1–0 | 4–3 | 4–0 | 3–1 | 0–0 | —   |

## Fechas
| Fecha 1                     | Fecha 1   | Fecha 1                   | Fecha 1                  | Fecha 1         | Fecha 1 |
| Local                       | Resultado | Visitante                 | Estadio                  | Fecha           | Hora    |
| Grupo A                     | Grupo A   | Grupo A                   | Grupo A                  | Grupo A         | Grupo A |
| --------------------------- | --------- | ------------------------- | ------------------------ | --------------- | ------- |
| Sololá                      | 2−0       | Santa Lucía Cotzumalguapa | Xambá                    | 29 de julio     | 15:00   |
| Marquense                   | 0−1       | Iztapa                    | Marquesa de la Ensenada  | 29 de julio     | 20:00   |
| Suchitepéquez               | 2−2       | Quiché                    | Carlos Salazar Hijo      | 30 de julio     | 11:00   |
| Juventud Copalera           | 2−1       | San Pedro                 | Estadio Antonio Castillo | 30 de julio     | 11:20   |
| Democracia                  | 0−0       | Nueva Concepción          | Municipal La Democracia  | 30 de julio     | 13:00   |
| Grupo B                     |           |                           |                          |                 |         |
| Cuilapa                     | 0−1       | Atlético Mictlán          | Francisco Salazar        | 30 de julio     | 11:00   |
| CF Universidad              | 1−0       | Aurora                    | El Trébol                | 30 de julio     | 11:00   |
| San Benito                  | 0−0       | Sacachispas               | Pablo Sixto Ochaeta      | 30 de julio     | 12:00   |
| Barberena                   | 2−3       | Juventud Pinulteca        | Rubelio Recinos Corea    | 30 de julio     | 12:00   |
| Fraijanes                   | −         | Heredia                   | MiFut                    | 6 de septiembre | 12:00   |
| Goles: − (−.−− por partido) |           |                           |                          |                 |         |

| Fecha 2                      | Fecha 2   | Fecha 2           | Fecha 2                 | Fecha 2     | Fecha 2 |
| Local                        | Resultado | Visitante         | Estadio                 | Fecha       | Hora    |
| Grupo A                      | Grupo A   | Grupo A           | Grupo A                 | Grupo A     | Grupo A |
| ---------------------------- | --------- | ----------------- | ----------------------- | ----------- | ------- |
| Quiché                       | 0−3       | Democracia        | Municipal de Santa Cruz | 5 de agosto | 20:00   |
| Santa Lucía Cotzumalguapa    | 0−2       | Marquense         | Municipal Cotzumalguapa | 6 de agosto | 11:00   |
| Iztapa                       | 3−1       | Suchitepéquez     | El Morón                | 6 de agosto | 11:00   |
| Nueva Concepción             | 1−1       | Juventud Copalera | José Luis Ibarra        | 6 de agosto | 12:00   |
| San Pedro                    | 0−0       | Sololá            | Municipal de San Pedro  | 6 de agosto | 15:00   |
| Grupo B                      |           |                   |                         |             |         |
| Aurora                       | 1−1       | San Benito        | Julio Armando Cóbar     | 4 de agosto | 11:00   |
| Heredia                      | 0−1       | CF Universidad    | del Monte               | 6 de agosto | 11:00   |
| Sacachispas                  | 1−0       | Cuilapa           | Las Victorias           | 6 de agosto | 12:00   |
| Juventud Pinulteca           | 1−2       | Fraijanes         | San Miguel              | 6 de agosto | 13:00   |
| Atlético Mictlán             | 1−2       | Barberena         | La Asunción             | 6 de agosto | 18:00   |
| Goles: 21 (2.10 por partido) |           |                   |                         |             |         |

| Fecha 3                      | Fecha 3   | Fecha 3                   | Fecha 3                 | Fecha 3      | Fecha 3 |
| Local                        | Resultado | Visitante                 | Estadio                 | Fecha        | Hora    |
| Grupo A                      | Grupo A   | Grupo A                   | Grupo A                 | Grupo A      | Grupo A |
| ---------------------------- | --------- | ------------------------- | ----------------------- | ------------ | ------- |
| Marquense                    | 1−0       | San Pedro                 | Marquesa de la Ensenada | 12 de agosto | 19:00   |
| Sololá                       | 1−1       | Nueva Concepción          | Xambá                   | 13 de agosto | 09:00   |
| Suchitepéquez                | 1−0       | Santa Lucía Cotzumalguapa | Carlos Salazar HIjo     | 13 de agosto | 11:00   |
| Iztapa                       | 0−0       | Quiché                    | El Morón                | 13 de agosto | 11:00   |
| Juventud Copalera            | 1−1       | Democracia                | Antonio Castillo        | 13 de agosto | 11:20   |
| Grupo B                      |           |                           |                         |              |         |
| Cuilapa                      | 0−1       | Aurora                    | Francisco Salazar       | 13 de agosto | 11:00   |
| CF Universidad               | 3−1       | Fraijanes                 | El Trébol               | 13 de agosto | 11:00   |
| Barberena                    | 1−1       | Sacachispas               | Rubelio Recinos Corea   | 13 de agosto | 12:00   |
| San Benito                   | 4−3       | Heredia                   | Pablo Sixto Ochaeta     | 13 de agosto | 12:30   |
| Atlético Mictlán             | 0−2       | Juventud Pinulteca        | La Asunción             | 13 de agosto | 18:00   |
| Goles: 22 (2.20 por partido) |           |                           |                         |              |         |

| Fecha 4                      | Fecha 4   | Fecha 4           | Fecha 4                 | Fecha 4      | Fecha 4 |
| Local                        | Resultado | Visitante         | Estadio                 | Fecha        | Hora    |
| Grupo A                      | Grupo A   | Grupo A           | Grupo A                 | Grupo A      | Grupo A |
| ---------------------------- | --------- | ----------------- | ----------------------- | ------------ | ------- |
| Santa Lucía Cotzumalguapa    | 0−0       | Iztapa            | Cotzumalguapa           | 16 de agosto | 12:00   |
| Democracia                   | 3−1       | Sololá            | Municipal La Democracia | 16 de agosto | 15:00   |
| Nueva Concepción             | 1−1       | Marquense         | José Luis Ibarra        | 16 de agosto | 15:00   |
| San Pedro                    | 2−1       | Suchitepéquez     | Municipal de San Pedro  | 16 de agosto | 15:00   |
| Quiché                       | 0−0       | Juventud Copalera | Municipal de Santa Cruz | 16 de agosto | 20:00   |
| Grupo B                      |           |                   |                         |              |         |
| Aurora                       | 0−0       | Barberena         | Julio Armando Cóbar     | 16 de agosto | 11:00   |
| Fraijanes                    | 0−1       | San Benito        | MiFut                   | 16 de agosto | 15:00   |
| Heredia                      | 2−1       | Cuilapa           | del Monte               | 16 de agosto | 15:00   |
| Juventud Pinulteca           | 2−1       | CF Universidad    | San Miguel              | 16 de agosto | 15:00   |
| Sacachispas                  | 1−1       | Atlético Mictlán  | Las Victorias           | 16 de agosto | 20:00   |
| Goles: 18 (1.80 por partido) |           |                   |                         |              |         |

| Fecha 5                      | Fecha 5   | Fecha 5            | Fecha 5                     | Fecha 5      | Fecha 5 |
| Local                        | Resultado | Visitante          | Estadio                     | Fecha        | Hora    |
| Grupo A                      | Grupo A   | Grupo A            | Grupo A                     | Grupo A      | Grupo A |
| ---------------------------- | --------- | ------------------ | --------------------------- | ------------ | ------- |
| Santa Lucía Cotzumalguapa    | 0−0       | Quiché             | Cotzumalguapa               | 23 de agosto | 11:00   |
| Iztapa                       | 4−0       | San Pedro          | El Morón                    | 23 de agosto | 15:00   |
| Sololá                       | 1−1       | Juventud Copalera  | Xambá                       | 23 de agosto | 15:00   |
| Marquense                    | 4−1       | Democracia         | Marquesa de la Ensenada     | 23 de agosto | 20:00   |
| Suchitepéquez                | 6−3       | Nueva Concepción   | Carlos Salazar HIjo         | 24 de agosto | 12:00   |
| Grupo B                      |           |                    |                             |              |         |
| Cuilapa                      | 1−0       | Fraijanes          | Francisco Salazar Hernández | 23 de agosto | 15:00   |
| San Benito                   | 0−0       | CF Universidad     | Pablo Sixto Ochaeta         | 23 de agosto | 15:00   |
| Barberena                    | 3−1       | Heredia            | Rubelio Recinos Corea       | 23 de agosto | 15:00   |
| Atlético Mictlán             | 0−1       | Aurora             | La Asunción                 | 23 de agosto | 18:00   |
| Sacachispas                  | 0−0       | Juventud Pinulteca | Las Victorias               | 23 de agosto | 20:00   |
| Goles: 26 (2.60 por partido) |           |                    |                             |              |         |

| Fecha 6                      | Fecha 6   | Fecha 6                   | Fecha 6                          | Fecha 6      | Fecha 6 |
| Local                        | Resultado | Visitante                 | Estadio                          | Fecha        | Hora    |
| Grupo A                      | Grupo A   | Grupo A                   | Grupo A                          | Grupo A      | Grupo A |
| ---------------------------- | --------- | ------------------------- | -------------------------------- | ------------ | ------- |
| Quiché                       | 2−0       | Sololá                    | Municipal de Santa Cruz          | 26 de agosto | 20:00   |
| Juventud Copalera            | 1−1       | Marquense                 | José Antonio Castillo y Castillo | 27 de agosto | 11:20   |
| Nueva Concepción             | 2−2       | Iztapa                    | José Luis Ibarra                 | 27 de agosto | 12:00   |
| Democracia                   | 1−1       | Suchitepéquez             | Municipal La Democracia          | 27 de agosto | 13:00   |
| San Pedro                    | 3−1       | Santa Lucía Cotzumalguapa | Municipal de San Pedro           | 27 de agosto | 15:00   |
| Grupo B                      |           |                           |                                  |              |         |
| Aurora                       | 1−0       | Sacachispas               | Guillermo Slowing                | 27 de agosto | 11:00   |
| Fraijanes                    | 3−3       | Barberena                 | Julio Martínez                   | 27 de agosto | 11:00   |
| CF Universidad               | 2−0       | Cuilapa                   | El Trébol                        | 27 de agosto | 11:00   |
| Heredia                      | 5−0       | Atlético Mictlán          | del Monte                        | 27 de agosto | 12:00   |
| Juventud Pinulteca           | 4−2       | San Benito                | San Miguel                       | 27 de agosto | 15:30   |
| Goles: 34 (3.40 por partido) |           |                           |                                  |              |         |

| Fecha 7                      | Fecha 7   | Fecha 7            | Fecha 7                     | Fecha 7         | Fecha 7 |
| Local                        | Resultado | Visitante          | Estadio                     | Fecha           | Hora    |
| Grupo A                      | Grupo A   | Grupo A            | Grupo A                     | Grupo A         | Grupo A |
| ---------------------------- | --------- | ------------------ | --------------------------- | --------------- | ------- |
| Suchitepéquez                | 1−0       | Juventud Copalera  | Carlos Salazar HIjo         | 3 de septiembre | 11:00   |
| Iztapa                       | 1−3       | Democracia         | El Morón                    | 3 de septiembre | 11:00   |
| Santa Lucía Cotzumalguapa    | 4−3       | Nueva Concepción   | Cotzumalguapa               | 3 de septiembre | 11:00   |
| Marquense                    | 1−0       | Sololá             | Marquesa de la Ensenada     | 3 de septiembre | 11:00   |
| San Pedro                    | 1−0       | Quiché             | Municipal de San Pedro      | 3 de septiembre | 16:00   |
| Grupo B                      |           |                    |                             |                 |         |
| Aurora                       | 1−2       | Juventud Pinulteca | Guillermo Slowing           | 1 de septiembre | 13:00   |
| Sacachispas                  | 2−0       | Heredia            | Las Victorias               | 1 de septiembre | 20:00   |
| Cuilapa                      | 1−2       | San Benito         | Francisco Salazar Hernández | 3 de septiembre | 11:00   |
| Barberena                    | 1−1       | CF Universidad     | Rubelio Recinos Corea       | 3 de septiembre | 12:00   |
| Atlético Mictlán             | 2−0       | Fraijanes          | La Asunción                 | 3 de septiembre | 13:30   |
| Goles: 26 (2.60 por partido) |           |                    |                             |                 |         |

| Fecha 8                      | Fecha 8   | Fecha 8                   | Fecha 8                          | Fecha 8          | Fecha 8 |
| Local                        | Resultado | Visitante                 | Estadio                          | Fecha            | Hora    |
| Grupo A                      | Grupo A   | Grupo A                   | Grupo A                          | Grupo A          | Grupo A |
| ---------------------------- | --------- | ------------------------- | -------------------------------- | ---------------- | ------- |
| Marquense                    | 1−1       | Quiché                    | Marquesa de la Ensenada          | 9 de septiembre  | 20:00   |
| Sololá                       | 1−3       | Suchitepéquez             | Xambá                            | 10 de septiembre | 11:00   |
| Juventud Copalera            | 4−3       | Iztapa                    | José Antonio Castillo y Castillo | 10 de septiembre | 11:20   |
| Nueva Concepción             | 1−1       | San Pedro                 | José Luis Ibarra                 | 10 de septiembre | 12:00   |
| Democracia                   | 2−0       | Santa Lucía Cotzumalguapa | Municipal La Democracia          | 10 de septiembre | 13:00   |
| Grupo B                      |           |                           |                                  |                  |         |
| CF Universidad               | 4−0       | Atlético Mictlán          | El Trébol                        | 10 de septiembre | 11:00   |
| Fraijanes                    | 0−1       | Sacachispas               | Julio Martínez                   | 10 de septiembre | 11:00   |
| Cuilapa                      | 2−1       | Juventud Pinulteca        | Francisco Salazar Hernández      | 10 de septiembre | 11:00   |
| San Benito                   | 1−0       | Barberena                 | Pablo Sixto Ochaeta              | 10 de septiembre | 12:00   |
| Heredia                      | 1−1       | Aurora                    | del Monte                        | 10 de septiembre | 12:00   |
| Goles: 28 (2.80 por partido) |           |                           |                                  |                  |         |

| Fecha 9                      | Fecha 9   | Fecha 9           | Fecha 9                 | Fecha 9          | Fecha 9 |
| Local                        | Resultado | Visitante         | Estadio                 | Fecha            | Hora    |
| Grupo A                      | Grupo A   | Grupo A           | Grupo A                 | Grupo A          | Grupo A |
| ---------------------------- | --------- | ----------------- | ----------------------- | ---------------- | ------- |
| Santa Lucía Cotzumalguapa    | 3−0       | Juventud Copalera | Cotzumalguapa           | 13 de septiembre | 11:00   |
| Iztapa                       | 5−0       | Sololá            | El Morón                | 13 de septiembre | 15:00   |
| San Pedro                    | 2−1       | Democracia        | Municipal de San Pedro  | 13 de septiembre | 15:00   |
| Suchitepéquez                | 2−1       | Marquense         | Carlos Salazar HIjo     | 13 de septiembre | 18:00   |
| Quiché                       | 3−0       | Nueva Concepción  | Municipal de Santa Cruz | 13 de septiembre | 20:00   |
| Grupo B                      |           |                   |                         |                  |         |
| Aurora                       | 1−0       | Fraijanes         | Guillermo Slowing       | 13 de septiembre | 11:00   |
| Juventud Pinulteca           | 1−0       | Heredia           | San Miguel Pinula       | 13 de septiembre | 15:00   |
| Sacachispas                  | 1−1       | CF Universidad    | Las Victorias           | 13 de septiembre | 20:00   |
| Atlético Mictlán             | 1−0       | San Benito        | La Asunción             | 13 de septiembre | 20:00   |
| Barberena                    | 5−2       | Cuilapa           | Rubelio Recinos Corea   | 14 de septiembre | 15:00   |
| Goles: 29 (2.90 por partido) |           |                   |                         |                  |         |

| Fecha 10                     | Fecha 10  | Fecha 10          | Fecha 10                | Fecha 10         | Fecha 10 |
| Local                        | Resultado | Visitante         | Estadio                 | Fecha            | Hora     |
| Grupo A                      | Grupo A   | Grupo A           | Grupo A                 | Grupo A          | Grupo A  |
| ---------------------------- | --------- | ----------------- | ----------------------- | ---------------- | -------- |
| Quiché                       | 4−0       | Suchitepéquez     | Municipal de Santa Cruz | 16 de septiembre | 20:00    |
| Iztapa                       | 3−0       | Marquense         | El Morón                | 17 de septiembre | 11:00    |
| Santa Lucía Cotzumalguapa    | 2−0       | Sololá            | Municipal Cotzumalguapa | 17 de septiembre | 11:00    |
| Nueva Concepción             | 5−2       | Democracia        | José Luis Ibarra        | 17 de septiembre | 12:00    |
| San Pedro                    | 1−1       | Juventud Copalera | Municipal de San Pedro  | 17 de septiembre | 15:00    |
| Grupo B                      |           |                   |                         |                  |          |
| Sacachispas                  | 0−0       | San Benito        | Las Victorias           | 16 de septiembre | 21:00    |
| Atlético Mictlán             | 1−0       | Cuilapa           | La Asunción             | 17 de septiembre | 11:00    |
| Aurora                       | 2−3       | CF Universidad    | Julio Armando Cóbar     | 17 de septiembre | 11:00    |
| Heredia                      | 1−1       | Fraijanes         | del Monte               | 17 de septiembre | 12:00    |
| Juventud Pinulteca           | 4−0       | Barberena         | San Miguel Pinula       | 17 de septiembre | 15:30    |
| Goles: 30 (3.00 por partido) |           |                   |                         |                  |          |

| Fecha 11                     | Fecha 11  | Fecha 11                  | Fecha 11                         | Fecha 11         | Fecha 11 |
| Local                        | Resultado | Visitante                 | Estadio                          | Fecha            | Hora     |
| Grupo A                      | Grupo A   | Grupo A                   | Grupo A                          | Grupo A          | Grupo A  |
| ---------------------------- | --------- | ------------------------- | -------------------------------- | ---------------- | -------- |
| Marquense                    | 1−1       | Santa Lucía Cotzumalguapa | Marquesa de la Ensenada          | 23 de septiembre | 20:00    |
| Suchitepéquez                | 1−1       | Iztapa                    | Carlos Salazar Hijo              | 24 de septiembre | 11:00    |
| Sololá                       | 1−1       | San Pedro                 | Xambá 94                         | 24 de septiembre | 11:00    |
| Juventud Copalera            | 2−2       | Nueva Concepción          | José Antonio Castillo y Castillo | 24 de septiembre | 11:20    |
| Democracia                   | 2−0       | Quiché                    | Municipal La Democracia          | 24 de septiembre | 13:00    |
| Grupo B                      |           |                           |                                  |                  |          |
| Cuilapa                      | 3−0       | Sacachispas               | Francisco Salazar Hernández      | 24 de septiembre | 11:00    |
| CF Universidad               | 1−0       | Heredia                   | El Trébol                        | 24 de septiembre | 11:00    |
| Fraijanes                    | 3−2       | Juventud Pinulteca        | Julio Martínez                   | 24 de septiembre | 11:00    |
| Barberena                    | 2−0       | Atlético Mictlán          | Rubelio Recinos Corea            | 24 de septiembre | 12:00    |
| San Benito                   | 1−0       | Aurora                    | Pablo Sixto Ochaeta              | 24 de septiembre | 12:00    |
| Goles: 24 (2.40 por partido) |           |                           |                                  |                  |          |

| Fecha 12                     | Fecha 12  | Fecha 12          | Fecha 12                | Fecha 12         | Fecha 12 |
| Local                        | Resultado | Visitante         | Estadio                 | Fecha            | Hora     |
| Grupo A                      | Grupo A   | Grupo A           | Grupo A                 | Grupo A          | Grupo A  |
| ---------------------------- | --------- | ----------------- | ----------------------- | ---------------- | -------- |
| Santa Lucía Cotzumalguapa    | 4−0       | Suchitepéquez     | Municipal Cotzumalguapa | 27 de septiembre | 12:00    |
| Democracia                   | 3−1       | Juventud Copalera | Municipal La Democracia | 27 de septiembre | 15:00    |
| Nueva Concepción             | 1−1       | Sololá            | José Luis Ibarra        | 27 de septiembre | 15:00    |
| San Pedro                    | 2−2       | Marquense         | Pablo Sixto Ochaeta     | 27 de septiembre | 15:00    |
| Quiché                       | 2−1       | Iztapa            | Municipal de Santa Cruz | 27 de septiembre | 20:00    |
| Grupo B                      |           |                   |                         |                  |          |
| Aurora                       | 2−0       | Cuilapa           | Guillermo Slowing       | 27 de septiembre | 11:00    |
| Heredia                      | 1−1       | Barberena         | del Monte               | 27 de septiembre | 15:00    |
| Juventud Pinulteca           | 3−0       | Atlético Mictlán  | San Miguel Pinula       | 27 de septiembre | 15:30    |
| Sacachispas                  | 1−0       | San Benito        | Las Victorias           | 27 de septiembre | 20:00    |
| Fraijanes                    | 2−2       | CF Universidad    | Julio Martínez          | 28 de septiembre | 11:00    |
| Goles: 29 (2.90 por partido) |           |                   |                         |                  |          |

| Fecha 13                     | Fecha 13  | Fecha 13                  | Fecha 13                         | Fecha 13         | Fecha 13 |
| Local                        | Resultado | Visitante                 | Estadio                          | Fecha            | Hora     |
| Grupo A                      | Grupo A   | Grupo A                   | Grupo A                          | Grupo A          | Grupo A  |
| ---------------------------- | --------- | ------------------------- | -------------------------------- | ---------------- | -------- |
| Marquense                    | 2−0       | Nueva Concepción          | Marquesa de la Ensenada          | 30 de septiembre | 20:00    |
| Iztapa                       | 5−0       | Santa Lucía Cotzumalguapa | El Morón                         | 1 de octubre     | 11:00    |
| Sololá                       | 2−3       | Democracia                | Xambá 94                         | 1 de octubre     | 11:00    |
| Suchitepéquez                | 2−0       | San Pedro                 | Carlos Salazar Hijo              | 1 de octubre     | 11:00    |
| Juventud Copalera            | 1−0       | Quiché                    | José Antonio Castillo y Castillo | 1 de octubre     | 11:20    |
| Grupo B                      |           |                           |                                  |                  |          |
| Atlético Mictlán             | 1−1       | Sacachispas               | La Asunción                      | 1 de octubre     | 10:00    |
| Cuilapa                      | 5−3       | Heredia                   | Francisco Salazar Hernández      | 1 de octubre     | 11:00    |
| CF Universidad               | 4−3       | Juventud Pinulteca        | El Trébol                        | 1 de octubre     | 11:00    |
| San Benito                   | 2−1       | Fraijanes                 | Pablo Sixto Ochaeta              | 1 de octubre     | 12:00    |
| Barberena                    | 3−0       | Aurora                    | Rubelio Recinos Corea            | 1 de octubre     | 15:00    |
| Goles: 38 (3.80 por partido) |           |                           |                                  |                  |          |

| Fecha 14                     | Fecha 14  | Fecha 14                  | Fecha 14                         | Fecha 14       | Fecha 14 |
| Local                        | Resultado | Visitante                 | Estadio                          | Fecha          | Hora     |
| Grupo A                      | Grupo A   | Grupo A                   | Grupo A                          | Grupo A        | Grupo A  |
| ---------------------------- | --------- | ------------------------- | -------------------------------- | -------------- | -------- |
| Quiché                       | 0−0       | Santa Lucía Cotzumalguapa | Municipal de Santa Cruz          | 22 de octubre  | 13:00    |
| Nueva Concepción             | 0−1       | Suchitepéquez             | José Luis Ibarra                 | 22 de octubre  | 15:00    |
| Juventud Copalera            | 3−0       | Sololá                    | José Antonio Castillo y Castillo | 22 de octubre  | 15:30    |
| San Pedro                    | 1−1       | Iztapa                    | Municipal Sampedrano             | 22 de octubre  | 15:45    |
| Democracia                   | 1−1       | Marquense                 | Municipal La Democracia          | 1 de noviembre | 12:00    |
| Grupo B                      |           |                           |                                  |                |          |
| Fraijanes                    | 5−2       | Cuilapa                   | Julio Martínez                   | 22 de octubre  | 12:00    |
| CF Universidad               | 0−0       | San Benito                | El Trébol                        | 22 de octubre  | 12:30    |
| Aurora                       | 2−1       | Atlético Mictlán          | Guillermo Slowing                | 22 de octubre  | 13:00    |
| Heredia                      | 0−0       | Barberena                 | del Monte                        | 22 de octubre  | 13:30    |
| Juventud Pinulteca           | 5−0       | Sacachispas               | San Miguel Pinula                | 22 de octubre  | 15:15    |
| Goles: 23 (2.30 por partido) |           |                           |                                  |                |          |

| Fecha 15                     | Fecha 15  | Fecha 15           | Fecha 15                    | Fecha 15      | Fecha 15 |
| Local                        | Resultado | Visitante          | Estadio                     | Fecha         | Hora     |
| Grupo A                      | Grupo A   | Grupo A            | Grupo A                     | Grupo A       | Grupo A  |
| ---------------------------- | --------- | ------------------ | --------------------------- | ------------- | -------- |
| Santa Lucía Cotzumalguapa    | 2−2       | San Pedro          | Municipal Cotzumalguapa     | 25 de octubre | 11:00    |
| Iztapa                       | 1−0       | Nueva Concepción   | El Morón                    | 25 de octubre | 13:00    |
| Sololá                       | 1−0       | Quiché             | Xambá 94                    | 25 de octubre | 15:00    |
| Suchitepéquez                | 1−1       | Democracia         | Carlos Salazar Hijo         | 25 de octubre | 16:00    |
| Marquense                    | 2−1       | Juventud Copalera  | Marquesa de la Ensenada     | 25 de octubre | 20:00    |
| Grupo B                      |           |                    |                             |               |          |
| Barberena                    | 3−0       | Fraijanes          | Rubelio Recinos Corea       | 25 de octubre | 11:00    |
| Cuilapa                      | 2−0       | CF Universidad     | Francisco Salazar Hernández | 25 de octubre | 12:00    |
| San Benito                   | 3−1       | Juventud Pinulteca | Pablo Sixto Ochaeta         | 25 de octubre | 13:00    |
| Sacachispas                  | 1−1       | Aurora             | Las Victorias               | 25 de octubre | 15:00    |
| Atlético Mictlán             | 1−0       | Heredia            | La Asunción                 | 25 de octubre | 18:00    |
| Goles: 23 (2.30 por partido) |           |                    |                             |               |          |

| Fecha 16                     | Fecha 16  | Fecha 16                  | Fecha 16                          | Fecha 16       | Fecha 16 |
| Local                        | Resultado | Visitante                 | Estadio                           | Fecha          | Hora     |
| Grupo A                      | Grupo A   | Grupo A                   | Grupo A                           | Grupo A        | Grupo A  |
| ---------------------------- | --------- | ------------------------- | --------------------------------- | -------------- | -------- |
| Nueva Concepción             | 2−2       | Santa Lucía Cotzumalguapa | José Luis Ibarra                  | 18 de octubre  | 15:00    |
| Democracia                   | 1−5       | Iztapa                    | Municipal La Democracia           | 5 de noviembre | 15:00    |
| Sololá                       | 0−4       | Marquense                 | Xambá 94                          | 5 de noviembre | 15:00    |
| Juventud Copalera            | 6−2       | Suchitepéquez             | José Antonino Castillo y Castillo | 5 de noviembre | 15:15    |
| Quiché                       | 3−0       | San Pedro                 | Municipal de Santa Cruz           | 5 de noviembre | 20:00    |
| Grupo B                      |           |                           |                                   |                |          |
| CF Universidad               | 2−3       | Barberena                 | El Trébol                         | 18 de octubre  | 11:00    |
| Fraijanes                    | 3−2       | Atlético Mictlán          | Julio Martinez                    | 18 de octubre  | 11:00    |
| Heredia                      | 0−0       | Sacachispas               | del Monte                         | 18 de octubre  | 13:00    |
| San Benito                   | 2−0       | Cuilapa                   | Pablo Sixto Ochaeta               | 18 de octubre  | 13:30    |
| Juventud Pinulteca           | 1−0       | Aurora                    | San Miguel Pinula                 | 18 de octubre  | 15:00    |
| Goles: 38 (3.80 por partido) |           |                           |                                   |                |          |

| Fecha 17                     | Fecha 17  | Fecha 17          | Fecha 17                | Fecha 17      | Fecha 17 |
| Local                        | Resultado | Visitante         | Estadio                 | Fecha         | Hora     |
| Grupo A                      | Grupo A   | Grupo A           | Grupo A                 | Grupo A       | Grupo A  |
| ---------------------------- | --------- | ----------------- | ----------------------- | ------------- | -------- |
| Iztapa                       | 7−0       | Juventud Copalera | El Morón                | 29 de octubre | 11:00    |
| Santa Lucía Cotzumalguapa    | 4−1       | Democracia        | Municipal Cotzumalguapa | 29 de octubre | 12:00    |
| Suchitepéquez                | 4−0       | Sololá            | Carlos Salazar Hijo     | 29 de octubre | 12:30    |
| Quiché                       | 2−1       | Marquense         | Municipal de Santa Cruz | 29 de octubre | 15:00    |
| San Pedro                    | 5−1       | Nueva Concepción  | Municipal Sampedrano    | 29 de octubre | 16:00    |
| Grupo B                      |           |                   |                         |               |          |
| Aurora                       | 3−1       | Heredia           | Guillermo Slowing       | 28 de octubre | 11:00    |
| Atlético Mictlán             | 0−1       | CF Universidad    | La Asunción             | 29 de octubre | 11:00    |
| Barberena                    | 2−2       | San Benito        | Rubelio Recinos Corea   | 29 de octubre | 11:00    |
| Sacachispas                  | 2−1       | Fraijanes         | Las Victorias           | 29 de octubre | 15:00    |
| Juventud Pinulteca           | 2−1       | Cuilapa           | San Miguel Pinula       | 29 de octubre | 15:00    |
| Goles: 40 (4.00 por partido) |           |                   |                         |               |          |

| Fecha 18                     | Fecha 18  | Fecha 18                  | Fecha 18                         | Fecha 18       | Fecha 18 |
| Local                        | Resultado | Visitante                 | Estadio                          | Fecha          | Hora     |
| Grupo A                      | Grupo A   | Grupo A                   | Grupo A                          | Grupo A        | Grupo A  |
| ---------------------------- | --------- | ------------------------- | -------------------------------- | -------------- | -------- |
| Juventud Copalera            | 3−2       | Santa Lucía Cotzumalguapa | José Antonio Castillo y Castillo | 8 de noviembre | 11:00    |
| Marquense                    | 2−1       | Suchitepéquez             | Marquesa de la Ensenada          | 8 de noviembre | 11:00    |
| Nueva Concepción             | 0−0       | Quiché                    | José Luis Ibarra                 | 8 de noviembre | 11:00    |
| Sololá                       | 1−3       | Iztapa                    | Xambá 94                         | 8 de noviembre | 11:00    |
| Democracia                   | 2−1       | San Pedro                 | Municipal La Democracia          | 8 de noviembre | 11:00    |
| Grupo B                      |           |                           |                                  |                |          |
| CF Universidad               | 3−1       | Sacachispas               | El Trébol                        | 8 de noviembre | 11:00    |
| Cuilapa                      | 1−1       | Barberena                 | Francisco Salazar Hernández      | 8 de noviembre | 11:00    |
| Heredia                      | 4−1       | Juventud Pinulteca        | del Monte                        | 8 de noviembre | 11:00    |
| San Benito                   | 2−0       | Atlético Mictlán          | Pablo Sixto Ochaeta              | 8 de noviembre | 11:00    |
| Fraijanes                    | 1−2       | Aurora                    | Julio Martínez                   | 8 de noviembre | 11:00    |
| Goles: 31 (3.10 por partido) |           |                           |                                  |                |          |

## Estadísticas individuales

### Goleadores
| Pos. | Jugador                 | Club                      | Goles |
| ---- | ----------------------- | ------------------------- | ----- |
| 1    | Nicolás Martínez        | CF Universidad            | 13    |
| 2    | Hristopher Robles       | Suchitepéquez             | 12    |
| 2    | Víctor Ávalos           | Iztapa                    | 12    |
| 4    | Sergio Mina             | Juventud Pinulteca        | 10    |
| 5    | Cleber Lucas dos Santos | Heredia                   | 9     |
| 5    | Iván Mora               | Juventud Pinulteca        | 9     |
| 5    | Felipe de Araujo        | Santa Lucía Cotzumalguapa | 9     |
| 5    | César Canario           | San Benito                | 9     |
| 5    | Juan Alfredo Arrieta    | Nueva Concepción          | 9     |

## Fase final

### Cuadro de desarrollo
La fase de reclasificación se jugó en enfrentamientos cruzados, posicionando al tercer clasificado del Grupo A contra el sexto clasificado del Grupo B, al cuarto clasificado del Grupo A contra el quinto clasificado del Grupo B y viceversa. Esta fase definió los enfrentamientos de los cuartos de final, los cuales enfrentaron a los mejores clasificados dentro de sus grupos; al no haber clasificados del Grupo A desde la reclasificación, una de las llaves de cuartos de final se jugó entre equipos ya clasificados.
|  | Reclasificación 15 y 16 de noviembre (ida) 19 de noviembre (vuelta) | Reclasificación 15 y 16 de noviembre (ida) 19 de noviembre (vuelta) | Reclasificación 15 y 16 de noviembre (ida) 19 de noviembre (vuelta) | Reclasificación 15 y 16 de noviembre (ida) 19 de noviembre (vuelta) | Reclasificación 15 y 16 de noviembre (ida) 19 de noviembre (vuelta) |      |       | Cuartos de final 23 de noviembre (ida) 25 y 26 de noviembre (vuelta) | Cuartos de final 23 de noviembre (ida) 25 y 26 de noviembre (vuelta) | Cuartos de final 23 de noviembre (ida) 25 y 26 de noviembre (vuelta) | Cuartos de final 23 de noviembre (ida) 25 y 26 de noviembre (vuelta) | Cuartos de final 23 de noviembre (ida) 25 y 26 de noviembre (vuelta) |  |    | Semifinales 2 y 3 de diciembre (ida) 9 y 10 de diciembre (vuelta) | Semifinales 2 y 3 de diciembre (ida) 9 y 10 de diciembre (vuelta) | Semifinales 2 y 3 de diciembre (ida) 9 y 10 de diciembre (vuelta) | Semifinales 2 y 3 de diciembre (ida) 9 y 10 de diciembre (vuelta) | Semifinales 2 y 3 de diciembre (ida) 9 y 10 de diciembre (vuelta) |  |    | Finales por definir (ida) por definir (vuelta) | Finales por definir (ida) por definir (vuelta) | Finales por definir (ida) por definir (vuelta) | Finales por definir (ida) por definir (vuelta) | Finales por definir (ida) por definir (vuelta) |  |
|  |                                                                     |                                                                     |                                                                     |                                                                     |                                                                     |      |       |                                                                      |                                                                      |                                                                      |                                                                      |                                                                      |  |    |                                                                   |                                                                   |                                                                   |                                                                   |                                                                   |  |    |                                                |                                                |                                                |                                                |                                                |  |
|  |                                                                     |                                                                     |                                                                     |                                                                     |                                                                     |      |       |                                                                      |                                                                      |                                                                      |                                                                      |                                                                      |  |    |                                                                   |                                                                   |                                                                   |                                                                   |                                                                   |  |    |                                                |                                                |                                                |                                                |                                                |  |
|  |                                                                     |                                                                     |                                                                     |                                                                     |                                                                     |      |       |                                                                      |                                                                      |                                                                      |                                                                      |                                                                      |  |    |                                                                   |                                                                   |                                                                   |                                                                   |                                                                   |  |    |                                                |                                                |                                                |                                                |                                                |  |
|  |                                                                     |                                                                     |                                                                     |                                                                     |                                                                     |      |       |                                                                      |                                                                      |                                                                      |                                                                      |                                                                      |  |    |                                                                   |                                                                   |                                                                   |                                                                   |                                                                   |  |    |                                                |                                                |                                                |                                                |                                                |  |
|  |                                                                     |                                                                     |                                                                     |                                                                     |                                                                     |      |       |                                                                      |                                                                      |                                                                      |                                                                      |                                                                      |  |    |                                                                   |                                                                   |                                                                   |                                                                   |                                                                   |  |    |                                                |                                                |                                                |                                                |                                                |  |
|  |                                                                     | 2B                                                                  | Juventud Pinulteca                                                  | 0                                                                   | 3                                                                   | 3    |       |                                                                      |                                                                      |                                                                      |                                                                      |                                                                      |  |    |                                                                   |                                                                   |                                                                   |                                                                   |                                                                   |  |    |                                                |                                                |                                                |                                                |                                                |  |
|  |                                                                     |                                                                     |                                                                     |                                                                     |                                                                     | 3    |       |                                                                      |                                                                      |                                                                      |                                                                      |                                                                      |  |    |                                                                   |                                                                   |                                                                   |                                                                   |                                                                   |  |    |                                                |                                                |                                                |                                                |                                                |  |
|  |                                                                     |                                                                     | 5B                                                                  | Aurora                                                              | 1                                                                   | 1    | 2     |                                                                      |                                                                      |                                                                      |                                                                      |                                                                      |  |    |                                                                   |                                                                   |                                                                   |                                                                   |                                                                   |  |    |                                                |                                                |                                                |                                                |                                                |  |
|  | 4A                                                                  | Suchitepéquez                                                       | 5B                                                                  | Aurora                                                              | 1                                                                   | 1    | 2     | 1                                                                    | 0                                                                    | 1(3)                                                                 |                                                                      |                                                                      |  |    |                                                                   |                                                                   |                                                                   |                                                                   |                                                                   |  |    |                                                |                                                |                                                |                                                |                                                |  |
|  | 4A                                                                  | Suchitepéquez                                                       |                                                                     |                                                                     |                                                                     |      |       |                                                                      |                                                                      | 1(3)                                                                 |                                                                      |                                                                      |  |    |                                                                   |                                                                   |                                                                   |                                                                   |                                                                   |  |    |                                                |                                                |                                                |                                                |                                                |  |
|  | 5B                                                                  | Aurora                                                              | 0                                                                   | 1                                                                   | 1(4)                                                                |      |       |                                                                      |                                                                      |                                                                      |                                                                      |                                                                      |  |    |                                                                   |                                                                   |                                                                   |                                                                   |                                                                   |  |    |                                                |                                                |                                                |                                                |                                                |  |
|  | 5B                                                                  | Aurora                                                              | 0                                                                   | 1                                                                   | 1(4)                                                                |      |       |                                                                      |                                                                      |                                                                      |                                                                      |                                                                      |  | 2B | Juventud Pinulteca                                                | 3                                                                 | 1                                                                 | 4                                                                 |                                                                   |  |    |                                                |                                                |                                                |                                                |                                                |  |
|  |                                                                     |                                                                     |                                                                     |                                                                     |                                                                     |      |       |                                                                      |                                                                      |                                                                      |                                                                      |                                                                      |  | 2B | Juventud Pinulteca                                                | 3                                                                 | 1                                                                 | 4                                                                 |                                                                   |  |    |                                                |                                                |                                                |                                                |                                                |  |
|  |                                                                     |                                                                     | 3B                                                                  | San Benito                                                          | 1                                                                   | 0    | 1     |                                                                      |                                                                      |                                                                      |                                                                      |                                                                      |  |    |                                                                   |                                                                   |                                                                   |                                                                   |                                                                   |  |    |                                                |                                                |                                                |                                                |                                                |  |
|  | 3B                                                                  | San Benito                                                          | 3B                                                                  | San Benito                                                          | 1                                                                   | 0    | 1     | 4                                                                    | 1                                                                    | 5                                                                    |                                                                      |                                                                      |  |    |                                                                   |                                                                   |                                                                   |                                                                   |                                                                   |  |    |                                                |                                                |                                                |                                                |                                                |  |
|  | 3B                                                                  | San Benito                                                          |                                                                     |                                                                     |                                                                     |      |       |                                                                      |                                                                      | 5                                                                    |                                                                      |                                                                      |  |    |                                                                   |                                                                   |                                                                   |                                                                   |                                                                   |  |    |                                                |                                                |                                                |                                                |                                                |  |
|  | 6A                                                                  | Juventud Copalera                                                   | 4                                                                   | 0                                                                   | 4                                                                   |      |       |                                                                      |                                                                      |                                                                      |                                                                      |                                                                      |  |    |                                                                   |                                                                   |                                                                   |                                                                   |                                                                   |  |    |                                                |                                                |                                                |                                                |                                                |  |
|  | 6A                                                                  | Juventud Copalera                                                   | 4                                                                   | 0                                                                   | 4                                                                   |      | 3B    | San Benito                                                           | 2                                                                    | 0                                                                    | 2                                                                    |                                                                      |  |    |                                                                   |                                                                   |                                                                   |                                                                   |                                                                   |  |    |                                                |                                                |                                                |                                                |                                                |  |
|  |                                                                     |                                                                     |                                                                     |                                                                     |                                                                     |      | 3B    | San Benito                                                           | 2                                                                    | 0                                                                    | 2                                                                    |                                                                      |  |    |                                                                   |                                                                   |                                                                   |                                                                   |                                                                   |  |    |                                                |                                                |                                                |                                                |                                                |  |
|  |                                                                     |                                                                     | 4B                                                                  | Barberena                                                           | 1                                                                   | 0    | 1     |                                                                      |                                                                      |                                                                      |                                                                      |                                                                      |  |    |                                                                   |                                                                   |                                                                   |                                                                   |                                                                   |  |    |                                                |                                                |                                                |                                                |                                                |  |
|  | 4B                                                                  | Barberena                                                           | 4B                                                                  | Barberena                                                           | 1                                                                   | 0    | 1     | 0                                                                    | 1                                                                    | 1(7)                                                                 |                                                                      |                                                                      |  |    |                                                                   |                                                                   |                                                                   |                                                                   |                                                                   |  |    |                                                |                                                |                                                |                                                |                                                |  |
|  | 4B                                                                  | Barberena                                                           |                                                                     |                                                                     |                                                                     |      |       |                                                                      |                                                                      | 1(7)                                                                 |                                                                      |                                                                      |  |    |                                                                   |                                                                   |                                                                   |                                                                   |                                                                   |  |    |                                                |                                                |                                                |                                                |                                                |  |
|  | 5A                                                                  | Quiché                                                              | 0                                                                   | 1                                                                   | 1(6)                                                                |      |       |                                                                      |                                                                      |                                                                      |                                                                      |                                                                      |  |    |                                                                   |                                                                   |                                                                   |                                                                   |                                                                   |  |    |                                                |                                                |                                                |                                                |                                                |  |
|  | 5A                                                                  | Quiché                                                              | 0                                                                   | 1                                                                   | 1(6)                                                                |      |       |                                                                      |                                                                      |                                                                      |                                                                      |                                                                      |  |    |                                                                   |                                                                   |                                                                   |                                                                   |                                                                   |  | 2B | Juventud Pinulteca                             | 1                                              | 2                                              | 3                                              |                                                |  |
|  |                                                                     |                                                                     |                                                                     |                                                                     |                                                                     |      |       |                                                                      |                                                                      |                                                                      |                                                                      |                                                                      |  |    |                                                                   |                                                                   |                                                                   |                                                                   |                                                                   |  | 2B | Juventud Pinulteca                             | 1                                              | 2                                              | 3                                              |                                                |  |
|  |                                                                     |                                                                     | 2A                                                                  | Marquense                                                           | 2                                                                   | 0    | 2     |                                                                      |                                                                      |                                                                      |                                                                      |                                                                      |  |    |                                                                   |                                                                   |                                                                   |                                                                   |                                                                   |  |    |                                                |                                                |                                                |                                                |                                                |  |
|  |                                                                     |                                                                     | 2A                                                                  | Marquense                                                           | 2                                                                   | 0    | 2     |                                                                      |                                                                      |                                                                      |                                                                      |                                                                      |  |    |                                                                   |                                                                   |                                                                   |                                                                   |                                                                   |  |    |                                                |                                                |                                                |                                                |                                                |  |
|  |                                                                     |                                                                     |                                                                     |                                                                     |                                                                     |      |       |                                                                      |                                                                      |                                                                      |                                                                      |                                                                      |  |    |                                                                   |                                                                   |                                                                   |                                                                   |                                                                   |  |    |                                                |                                                |                                                |                                                |                                                |  |
|  |                                                                     |                                                                     |                                                                     |                                                                     |                                                                     |      |       |                                                                      |                                                                      |                                                                      |                                                                      |                                                                      |  |    |                                                                   |                                                                   |                                                                   |                                                                   |                                                                   |  |    |                                                |                                                |                                                |                                                |                                                |  |
|  |                                                                     | 1B                                                                  | CF Universidad                                                      | 0                                                                   | 4                                                                   | 4    |       |                                                                      |                                                                      |                                                                      |                                                                      |                                                                      |  |    |                                                                   |                                                                   |                                                                   |                                                                   |                                                                   |  |    |                                                |                                                |                                                |                                                |                                                |  |
|  |                                                                     |                                                                     |                                                                     |                                                                     |                                                                     | 4    |       |                                                                      |                                                                      |                                                                      |                                                                      |                                                                      |  |    |                                                                   |                                                                   |                                                                   |                                                                   |                                                                   |  |    |                                                |                                                |                                                |                                                |                                                |  |
|  |                                                                     |                                                                     | 6B                                                                  | Sacachispas                                                         | 1                                                                   | 1    | 2     |                                                                      |                                                                      |                                                                      |                                                                      |                                                                      |  |    |                                                                   |                                                                   |                                                                   |                                                                   |                                                                   |  |    |                                                |                                                |                                                |                                                |                                                |  |
|  | 3A                                                                  | Democracia FC                                                       | 6B                                                                  | Sacachispas                                                         | 1                                                                   | 1    | 2     | 0                                                                    | 4                                                                    | 4                                                                    |                                                                      |                                                                      |  |    |                                                                   |                                                                   |                                                                   |                                                                   |                                                                   |  |    |                                                |                                                |                                                |                                                |                                                |  |
|  | 3A                                                                  | Democracia FC                                                       |                                                                     |                                                                     |                                                                     |      |       |                                                                      |                                                                      | 4                                                                    |                                                                      |                                                                      |  |    |                                                                   |                                                                   |                                                                   |                                                                   |                                                                   |  |    |                                                |                                                |                                                |                                                |                                                |  |
|  | 6B                                                                  | Sacachispas                                                         | 3                                                                   | 2                                                                   | 5                                                                   |      |       |                                                                      |                                                                      |                                                                      |                                                                      |                                                                      |  |    |                                                                   |                                                                   |                                                                   |                                                                   |                                                                   |  |    |                                                |                                                |                                                |                                                |                                                |  |
|  | 6B                                                                  | Sacachispas                                                         | 3                                                                   | 2                                                                   | 5                                                                   |      |       |                                                                      |                                                                      |                                                                      |                                                                      |                                                                      |  | 1B | CF Universidad                                                    | 1                                                                 | 1                                                                 | 2(13)                                                             |                                                                   |  |    |                                                |                                                |                                                |                                                |                                                |  |
|  |                                                                     |                                                                     |                                                                     |                                                                     |                                                                     |      |       |                                                                      |                                                                      |                                                                      |                                                                      |                                                                      |  | 1B | CF Universidad                                                    | 1                                                                 | 1                                                                 | 2(13)                                                             |                                                                   |  |    |                                                |                                                |                                                |                                                |                                                |  |
|  |                                                                     |                                                                     | 2A                                                                  | Marquense                                                           | 1                                                                   | 1    | 2(14) |                                                                      |                                                                      |                                                                      |                                                                      |                                                                      |  |    |                                                                   |                                                                   |                                                                   |                                                                   |                                                                   |  |    |                                                |                                                |                                                |                                                |                                                |  |
|  |                                                                     |                                                                     | 2A                                                                  | Marquense                                                           | 1                                                                   | 1    | 2(14) |                                                                      |                                                                      |                                                                      |                                                                      |                                                                      |  |    |                                                                   |                                                                   |                                                                   |                                                                   |                                                                   |  |    |                                                |                                                |                                                |                                                |                                                |  |
|  |                                                                     |                                                                     |                                                                     |                                                                     |                                                                     |      |       |                                                                      |                                                                      |                                                                      |                                                                      |                                                                      |  |    |                                                                   |                                                                   |                                                                   |                                                                   |                                                                   |  |    |                                                |                                                |                                                |                                                |                                                |  |
|  |                                                                     |                                                                     |                                                                     |                                                                     |                                                                     |      |       |                                                                      |                                                                      |                                                                      |                                                                      |                                                                      |  |    |                                                                   |                                                                   |                                                                   |                                                                   |                                                                   |  |    |                                                |                                                |                                                |                                                |                                                |  |
|  |                                                                     | 1A                                                                  | Iztapa                                                              | 0                                                                   | 3                                                                   | 3(2) |       |                                                                      |                                                                      |                                                                      |                                                                      |                                                                      |  |    |                                                                   |                                                                   |                                                                   |                                                                   |                                                                   |  |    |                                                |                                                |                                                |                                                |                                                |  |
|  |                                                                     |                                                                     |                                                                     |                                                                     |                                                                     | 3(2) |       |                                                                      |                                                                      |                                                                      |                                                                      |                                                                      |  |    |                                                                   |                                                                   |                                                                   |                                                                   |                                                                   |  |    |                                                |                                                |                                                |                                                |                                                |  |
|  |                                                                     |                                                                     | 2A                                                                  | Marquense                                                           | 1                                                                   | 2    | 3(3)  |                                                                      |                                                                      |                                                                      |                                                                      |                                                                      |  |    |                                                                   |                                                                   |                                                                   |                                                                   |                                                                   |  |    |                                                |                                                |                                                |                                                |                                                |  |
|  |                                                                     |                                                                     | 2A                                                                  | Marquense                                                           | 1                                                                   | 2    | 3(3)  |                                                                      |                                                                      |                                                                      |                                                                      |                                                                      |  |    |                                                                   |                                                                   |                                                                   |                                                                   |                                                                   |  |    |                                                |                                                |                                                |                                                |                                                |  |
|  |                                                                     |                                                                     |                                                                     |                                                                     |                                                                     |      |       |                                                                      |                                                                      |                                                                      |                                                                      |                                                                      |  |    |                                                                   |                                                                   |                                                                   |                                                                   |                                                                   |  |    |                                                |                                                |                                                |                                                |                                                |  |
|  |                                                                     |                                                                     |                                                                     |                                                                     |                                                                     |      |       |                                                                      |                                                                      |                                                                      |                                                                      |                                                                      |  |    |                                                                   |                                                                   |                                                                   |                                                                   |                                                                   |  |    |                                                |                                                |                                                |                                                |                                                |  |
|  |                                                                     |                                                                     |                                                                     |                                                                     |                                                                     |      |       |                                                                      |                                                                      |                                                                      |                                                                      |                                                                      |  |    |                                                                   |                                                                   |                                                                   |                                                                   |                                                                   |  |    |                                                |                                                |                                                |                                                |                                                |  |
|  |                                                                     |                                                                     |                                                                     |                                                                     |                                                                     |      |       |                                                                      |                                                                      |                                                                      |                                                                      |                                                                      |  |    |                                                                   |                                                                   |                                                                   |                                                                   |                                                                   |  |    |                                                |                                                |                                                |                                                |                                                |  |

### Acceso a cuartos de final
| Fechas               | Local en la ida   | Global       | Local en la vuelta | Ida | Vuelta |
| -------------------- | ----------------- | ------------ | ------------------ | --- | ------ |
| 15 y 19 de noviembre | Sacachispas       | 5−4          | Democracia         | 3−0 | 2−4    |
| 16 y 19 de noviembre | Aurora            | 1−1 (4−3 p.) | Suchitepéquez      | 0−1 | 1−0    |
| 15 y 19 de noviembre | Juventud Copalera | 4−5          | San Benito         | 4−4 | 0−1    |
| 15 y 19 de noviembre | Quiché FC         | 1−1 (6−7 p.) | Barberena          | 0−0 | 1−1    |

### Cuartos de final
| Fechas               | Local en la ida | Global       | Local en la vuelta | Ida | Vuelta |
| -------------------- | --------------- | ------------ | ------------------ | --- | ------ |
| 23 y 25 de noviembre | Sacachispas     | 2−4          | CF Universidad     | 1−0 | 1−4    |
| 23 y 26 de noviembre | Aurora          | 2−3          | Juventud Pinulteca | 1−0 | 1−3    |
| 23 y 26 de noviembre | Marquense       | 3−3 (3:2 p.) | Iztapa             | 1−0 | 2−3    |
| 23 y 26 de noviembre | Barberena       | 1−2          | San Benito         | 0−2 | 1−0    |

### Semifinales
| Fechas                                 | Local en la ida | Global        | Local en la vuelta | Ida | Vuelta |
| -------------------------------------- | --------------- | ------------- | ------------------ | --- | ------ |
| 2 y 9 de diciembre 3 y 10 de diciembre | Marquense       | 2−2 (14:13 p) | CF Universidad     | 1−1 | 1−1    |
| 2 y 9 de diciembre 3 y 10 de diciembre | San Benito      | 1−4           | Juventud Pinulteca | 1−3 | 0−1    |

#### Clasificados a Series de Ascenso 2024
| Bandera de San Marcos (departamento) | Bandera de Departamento de Guatemala |
| Marquense                            | Juventud Pinulteca                   |
| Clasificado el 09/12/2023            | Clasificado el 10/12/2023            |

### Final
| Fechas               | Local en la ida | Global | Local en la vuelta | Ida | Vuelta |
| -------------------- | --------------- | ------ | ------------------ | --- | ------ |
| 13 y 16 de diciembre | Marquense       | 2-3    | Juventud Pinulteca | 2-0 | 0-3    |

#### Campeón
|                    |
| Juventud Pinulteca |
| 1.° Título         |